# Sandro Meštrić
Sandro Meštrić (Zagreb, 31. kolovoza 1996.) hrvatski je rukometni vratar koji igra za poljski Kielce i hrvatsku reprezentaciju.

## Klupska karijera
Sandro Meštrić je na početku karijere igrao za RK Kneginec u okolici Varaždina odakle je rodom, pa je potom igrao u MRK Vidovcu i RK Trnovcu. Prešao je u RK Varaždin u elitnom hrvatskom rukometnom rangu 2014. godine. Uspješni nastupi doveli su ga do francuskoga kluba Pays d’Aix UC gdje je došao 2021. godine i zadržao se pola sezone. Prešao je u slovenski klub RD Riko Ribnica. Potpisao je senzacionalan transfer u poljski Kielce, početkom 2022. s time da je nastavio igrati u Sloveniji do ljeta 2023. godine.

## Reprezentativna karijera
Pozvan je u reprezentaciju Hrvatske na pripreme za Olimpijske igre u Parizu 2024. godine.